# Calliobdella knightjonesi
Calliobdella knightjonesi är en ringmaskart som beskrevs av Burreson 1984. Calliobdella knightjonesi ingår i släktet Calliobdella och familjen fiskiglar. Inga underarter finns listade i Catalogue of Life.